# Alexandra Fiódorova

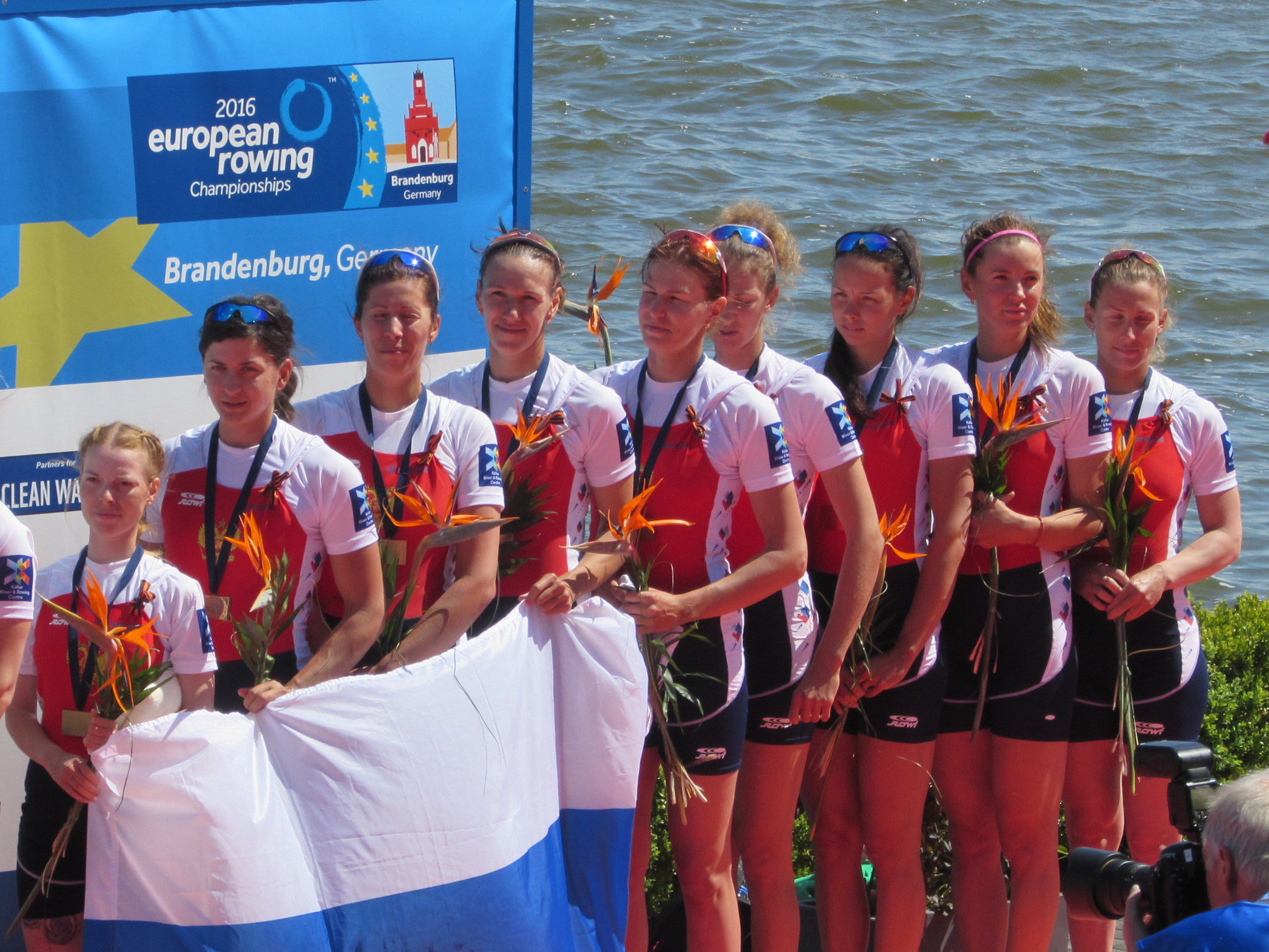
Competencia Ruder-EM 2016: Julia Kalinovskaya, Yulija Inosemzeva, Yulija Popova, Alevtina Savkina, Anastassija Karabelschtschikova, Alexandra Fjodorova, Elena Lebedeva, Elena Oriabinskaja y Ksenia Volkova.

Alexandra Anatólievna Fiódorova –en ruso, Александра Анатольевна Фёдорова– (Leningrado, URSS, 23 de febrero de 1987) es una deportista rusa que compitió en remo. Ganó tres medallas en el Campeonato Europeo de Remo entre los años 2013 y 2016.

## Palmarés internacional
| Campeonato Europeo | Campeonato Europeo     | Campeonato Europeo | Campeonato Europeo |
| Año                | Lugar                  | Medalla            | Prueba             |
| ------------------ | ---------------------- | ------------------ | ------------------ |
| 2013               | Sevilla (España)       | Medalla de bronce  | Ocho con timonel   |
| 2015               | Poznań (Polonia)       | Medalla de oro     | Ocho con timonel   |
| 2016               | Brandeburgo (Alemania) | Medalla de bronce  | Ocho con timonel   |